# Perdiz-do-mar-escura
A perdiz-do-mar-escura (Glareola nuchalis) é uma espécie de ave da família Glareolidae.

## Distribuição e habitat
Existem duas subespécies de perdiz-do-mar-escura: 
- G. n. liberiae, ( Schlegel, 1881) : da Serra Leoa ao oeste dos Camarões
- G. n. nuchalis, ( Gray, 1849) : de Chade à Etiópia, sul da Angola e do nordeste da Namíbia ao oeste da Zâmbia e Moçambique

## Descrição
A perdiz-do-mar-escura é uma ave pernalta nativa da África. Os adultos têm plumagem cinza escuro ou marrom com uma linha branca começando abaixo do olho que se estende até a nuca como um colar. Suas asas são longas e escuras com uma mancha branca distinta na parte inferior. A cauda é bifurcada e geralmente têm a barriga branca. O bico é preto com base vermelha e as pernas e olhos são vermelho coral. Ambos os sexos emitem um leve chamado de contato sibilante e um ronronar musical, mas podem se tornar muito barulhentos quando agressivos.
Medidas corporais:
- Comprimento: 16,5-19,5 cm;
- Peso: 43–52 g
- Asas: 14,3-16,0 cm;
- Bico: 10-12 mm;
- Cauda: 5-6 cm;[4]

## Habitat
A perdiz-do-mar-escura associa-se com as rochas ao longo dos diques de rios e lagos, pois seus movimentos sazonais são determinados pelos níveis de água locais. Esses migrantes intra-africanos ocorrem perifericamente ao longo da costa da África do Sul nas regiões equatoriais. Eles migram quando as áreas são inundadas e chegam quando as rochas emanam durante a seca. Eles vivem em bandos de cerca de 26 pares dentro e sobre as rochas, alimentando-se de insetos pela manhã e à noite e vadeando nas águas frias durante o calor do dia. Eles se alimentam durante o dia se houver céu nublado e podem ser vistos rotineiramente empoleirados em hipopótamos a procura de insetos. Sua dieta consiste principalmente em moscas, mariposas, formigas, besouros, gafanhotos e cigarras. Sua presa é atacada em pleno vôo.

## Reprodução
Um elaborado cortejo ocorre durante o vôo com as asas erguidas sobre as costas e as penas do pescoço alargadas para enfatizar o colarinho. Eles são monogâmicos e mantêm o mesmo companheiro por toda a vida. Os casais reprodutores se separam do bando para se tornarem territoriais de seu ninho e só se reproduzem em épocas de seca. A fêmea põe 1–2 ovos na depressão de uma rocha lisa em locais cercados por água. Ambos os sexos incubam o ninho e freqüentemente voltam ao ninho com as penas molhadas para manter os ovos refrescados por causa do calor. Os pintinhos nascem camuflados, com penas marrons e manchas brancas além de não possuirem o colarinho branco até amadurecer. Eles rapidamente se refugiam nas fendas das rochas e começam a nadar bem rapidamente.